# The Human Factor (série télévisée)
Pour les articles homonymes, voir The Human Factor.
The Human Factor est une série télévisée américaine en huit épisodes de 42 minutes créée par Dick Wolf dont seulement cinq épisodes ont été diffusés du 16 avril au 28 mai 1992 sur le réseau CBS.
Cette série est inédite dans tous les pays francophones.

## Distribution
- John Mahoney : Dr Alec McMurtry
- Eriq La Salle : Michael Stoven
- Allan Miller (en) : Dr Walter Burke
- Melinda McGraw : Rebecca Travis
- Kurt Deutsch (en) : Matt Robbins
- Robert Duncan McNeill : George Teitlich
- Matthew Ryan : Joe Murphy
- Jan Lucas : Joan McMurtry

## Épisodes
1. titre français inconnu (Pilot)
2. titre français inconnu (Second Opinions)
3. titre français inconnu (Between the Sheets)
4. titre français inconnu (A Gift from Frankie Perazzo)
5. titre français inconnu (Do the Right Thing)
6. titre français inconnu (Hear No Evil)
7. titre français inconnu (A Wrongful Life)
8. titre français inconnu (Doctor Al)